# Гуго Ларссон
Гуго Емануель Ларссон (швед. Hugo Emanuel Larsson, нар. 27 червня 2004, Сварте, Швеція) — шведський футболіст, півзахисник німецького клубу «Айнтрахт» та національної збірної Швеції.

## Ігрова кар'єра

### Клубна
Гуго Ларссон народився у містечку Сварте на півдні Швеції. Займатися футболом починав у місцевому клубі аматорського рівня. У віці 12 - ти років Ларссон приєднався до клубу «Мальме», де виступав у молодіжній команді і був капітаном. Восени 2021 року брав участь у Юнацькій лізі УЄФА.
У першій команді Ларссон дебютував у лютому 2022 року у матчі на Кубок Швеції. У квітні того року зіграв першу гру у Аллсвенскан проти «Ельфсборга».
У 2023 році Ларссон перейшов до німецького клубу «Айнтрахт», з яким підписав п'ятирічний контракт.

### Збірна
Гуго Ларссон виступав за юнацьку збірну Швеції. 9 січні 2023 року у товариському поєдинку проти команди Фінляндії Гуго Ларссон дебютував у національній збірній Швеції.

## Титули
Мальме
 Чемпіон Швеції: 2023
 Переможець Кубка Швеції: 2021/22
Особисті досягнення
- Прорив року Аллсвенскан: 2022[8]